# Jakomići
Jakomići is een plaats in de gemeente Pićan in de Kroatische provincie Istrië. De plaats telt 208 inwoners (2001).